# Aljaž Ivačič
Aljaž Ivačič (Liubliana, Eslovenia Central, Eslovenia, 29 de diciembre de 1993) es un futbolista esloveno. Juega de portero y su equipo es el New England Revolution de la Major League Soccer.

## Trayectoria
El 18 de enero de 2019 fichó por el Portland Timbers de la Major League Soccer. Debutó en la MLS el 19 de septiembre en la victoria por 6-1 contra el San Jose Earthquakes.

## Selección nacional
En 2013 fue internacional sub-20 por Eslovenia.
En 2018 fue citado para la selección de Eslovenia para los encuentros de la Liga de Naciones, aunque solo estuvo en la banca.

## Clubes
| Club                              | País           | Año       |
| --------------------------------- | -------------- | --------- |
| N. K. Olimpija Ljubljana          | Eslovenia      | 2012-2016 |
| N. K. Rudar Trbovlje (a préstamo) | Eslovenia      | 2012-2013 |
| N. K. Bela Krajina (a préstamo)   | Eslovenia      | 2013      |
| N. K. Radomlje (a préstamo)       | Eslovenia      | 2015-2016 |
| N. K. Radomlje                    | Eslovenia      | 2016-2017 |
| Pafos F. C.                       | Chipre         | 2017      |
| N. K. Olimpija Ljubljana          | Eslovenia      | 2017-2019 |
| Portland Timbers                  | Estados Unidos | 2019-2024 |
| Portland Timbers 2                | Estados Unidos | 2019      |
| New England Revolution            | Estados Unidos | 2024-     |

## Palmarés

### Títulos nacionales
| Título                    | Club                     | País      | Año     |
| ------------------------- | ------------------------ | --------- | ------- |
| Segunda Liga de Eslovenia | N. K. Radomlje           | Eslovenia | 2015-16 |
| Primera Liga de Eslovenia | N. K. Olimpija Ljubljana | Eslovenia | 2017-18 |
| Copa de Eslovenia         | N. K. Olimpija Ljubljana | Eslovenia | 2017-18 |